# Jan II z Jerozolimy (biskup)
Jan II z Jerozolimy (ur. 356, zm. 10 stycznia 417) – czterdziesty drugi biskup Jerozolimy; sprawował urząd w latach 386–417.